# Carmen José Domínguez
Carmen José Domínguez fue un político y legislador argentino, dos veces gobernador delegado de la Provincia de San Luis en reemplazo del gobernador Coronel Juan Saá.
Debido a una conspiración contra el gobernador Juan Saá, bajo el mando del Teniente Coronel José Iseas, jefe del regimiento n°4 Dragones que se encontraba en "Fuerte Constitución" (actual Villa Mercedes), se pronunció contra él el 20 de agosto de 1860 con la cooperación del Manuel Baigorria (íntimo enemigo de Saá), en consecuencia solicitó autorización para movilizar la Guardia Nacional y marchar sobre los revolucionarios. Delegó el mando en su ministro Carmen José Domínguez.

## Primer periodo (23 de agosto de 1860-6 de diciembre de 1860)
Domínguez restableció el orden en la capital puntana. Juan Saá marchó hacia "Fuerte Constitución" (actual Villa Mercedes) con un total de 1500 hombres, llevando las mejores lanzas de la provincia. En el Río Quinto se incorpora el Coronel Felipe Saá, e Isaías es abatido, retirándose con sus tropas a "Fuerte 3 de Febrero" y de ahí al territorio de Córdoba. 
El Coronel Juan Saá fue recibido en la ciudad de San Luis con todos los honores de la victoria. El presidente Santiago Derqui le comunica a Saá la decisión de comandarlo para intervenir la Provincia de San Juan, que estaba a manos de un correntino, José Antonio Virasoro, completamente extraño a la provincia. Delega nuevamente el mando, y lleva consigo a Carmen José Domínguez, asumiendo la Jefatura del Estado Mayor del Ejército.

## Segundo periodo (2 de julio de 1861-7 de diciembre de 1861)
El gobernador Juan Saá delega el mando nuevamente en su ministro Domínguez para establecer un cuartel general en Río Cuarto por orden del presidente Santiago Derqui y se incorpora al Ejército de la Confederación Argentina.
Domínguez enfrentó la sublevación del Coronel Manuel Baigorria para abrazar la causa de Bartolomé Mitre. El 17 de septiembre de 1861 la Batalla de Pavón marcó el fin de la Confederación Argentina y la incorporación definitiva del Estado de Buenos Aires. El 5 de noviembre de 1861 asume Juan Esteban Pedernera como el 1° Presidente Puntano. Como consecuencia el gobernador propietario Juan Saá renuncia a la gobernación y en defecto su delegado.